# Whirlpool (kryptografia)
Whirlpool (WHIRLPOOL) – algorytm haszujący stworzony w 2000 roku przez Vincenta Rijmena oraz Paula Barreto. Ma on rekomendację projektu NESSIE. Został także przyjęty przez Międzynarodową Organizacje Normalizacyjną (ISO) oraz Międzynarodową Komisję Elektrotechniczną (IEC) jako część standardu ISO/IEC 10118-3. Nazwa algorytmu została zainspirowana przez galaktykę M51 (Whirlpool).
Whirlpool z wiadomości o długości mniejszej niż 2256 bitów tworzy skrót wiadomości o długości 512 bitów. Algorytm nie jest, i jak mówią jego autorzy, nigdy nie zostanie opatentowany. Oznacza to, że jest on w domenie publicznej.